# Scottish League Cup 1989/90
Der Scottish League Cup wurde 1989/90 zum 44. Mal ausgespielt. Der schottische Ligapokal, der unter den Teilnehmern der Scottish Football League ausgetragen wurde, begann am 8. August 1989 und endete mit dem Finale am 22. Oktober 1989. Wurde ein Duell nach 90 Minuten plus Verlängerung nicht entschieden, kam es zum Elfmeterschießen. Der FC Aberdeen gewann den Titel zum siebten Mal in der Klubgeschichte im Finalspiel gegen die Glasgow Rangers. Nach drei erfolgen in Serie im Ligapokal für die Rangers (1987, 1988 und 1989) setzte sich Aberdeen der letztmals vor dem Hauptstadtklub in der Spielzeit 1985/86 den Titel gewinnen konnte mit 2:1 nach Verlängerung im Finale durch.

## 1. Runde
Ausgetragen wurden die Begegnungen am 8. und 9. August 1989.
|                 | Ergebnis  |                       |
| --------------- | --------- | --------------------- |
| FC Dumbarton    | 3:0       | FC Stenhousemuir      |
| FC Arbroath     | 1:0       | FC East Stirlingshire |
| FC Cowdenbeath  | 0:4 n. V. | FC Montrose           |
| FC East Fife    | 2:2       | FC Queen’s Park       |
| Stirling Albion | 0:3       | Berwick Rangers       |
| FC Stranraer    | 3:4 n. V. | Brechin City          |

## 2. Runde
Ausgetragen wurden die Begegnungen am 15. und 16. August 1989.
|                      | Ergebnis |                     |
| -------------------- | -------- | ------------------- |
| Airdrieonians FC     | 4:0      | Forfar Athletic     |
| Ayr United           | 0:1      | Hamilton Academical |
| Berwick Rangers      | 0:2      | FC St. Mirren       |
| FC Dumbarton         | 0:3      | Celtic Glasgow      |
| FC Dundee            | 5:1      | FC Clyde            |
| Dunfermline Athletic | 3:0      | Raith Rovers        |
| Hibernian Edinburgh  | 3:0      | Alloa Athletic      |
| FC Kilmarnock        | 1:4      | FC Motherwell       |
| FC Queen’s Park      | 0:1      | Greenock Morton     |
| Glasgow Rangers      | 4:0      | FC Arbroath         |
| Albion Rovers        | 0:2      | FC Aberdeen         |
| Brechin City         | 0:3      | FC Falkirk          |
| FC Clydebank         | 3:1      | FC Livingston       |
| Dundee United        | 1:0      | Partick Thistle     |
| Heart of Midlothian  | 3:0      | FC Montrose         |
| Queen of the South   | 1:0      | FC St. Johnstone    |

## 3. Runde
Ausgetragen wurden die Begegnungen am 22. und 23. August 1989.
|                      | Ergebnis              |                     |
| -------------------- | --------------------- | ------------------- |
| Celtic Glasgow       | 2:0                   | Queen of the South  |
| Hibernian Edinburgh  | ?:? n. V. (5:3 i. E.) | FC Clydebank        |
| FC Aberdeen          | 4:0                   | Airdrieonians FC    |
| Dunfermline Athletic | 1:0                   | FC Dundee           |
| FC Falkirk           | 1:4                   | Heart of Midlothian |
| Hamilton Academical  | 2:1                   | Dundee United       |
| Greenock Morton      | 1:2                   | Glasgow Rangers     |
| FC St. Mirren        | 1:0                   | FC Motherwell       |

## Viertelfinale
Ausgetragen wurden die Begegnungen am 29. und 30. August 1989.
|                     | Ergebnis              |                      |
| ------------------- | --------------------- | -------------------- |
| FC Aberdeen         | 3:1                   | FC St. Mirren        |
| Heart of Midlothian | ?:? n. V. (1:3 i. E.) | Celtic Glasgow       |
| Hibernian Edinburgh | 1:3 n. V.             | Dunfermline Athletic |
| Hamilton Academical | 0:3                   | Glasgow Rangers      |

## Halbfinale
Ausgetragen wurden die Begegnungen am 19. und 20. September 1989.
|                      | Ergebnis |                 |
| -------------------- | -------- | --------------- |
| FC Aberdeen          | 1:0      | Celtic Glasgow  |
| Dunfermline Athletic | 0:5      | Glasgow Rangers |

## Finale
| FC Aberdeen                                | FC Aberdeen | Glasgow Rangers | Glasgow Rangers |
| ------------------------------------------ | --- | --- | --------------- |
| FC Aberdeen                                | \| 22. Oktober 1989 in Glasgow (Hampden Park) \| \| Ergebnis: 2:1 n. V. (1:1, 1:1) \| \| Zuschauer: 61.190 \| \| Schiedsrichter: George Smith \|                                                                            | \| 22. Oktober 1989 in Glasgow (Hampden Park) \| \| Ergebnis: 2:1 n. V. (1:1, 1:1) \| \| Zuschauer: 61.190 \| \| Schiedsrichter: George Smith \|                                                         | Glasgow Rangers |
| FC Aberdeen                                | Theo Snelders – Stewart McKimmie, Willie Miller , Alex McLeish, David Robertson – Bobby Connor, Eoin Jess (Brian Irvine), Brian Grant (Willem van der Ark), Jim Bett – Paul Mason, Charlie Nicholas Cheftrainer: Alex Smith | Chris Woods – Gary Stevens, Richard Gough, Terry Butcher , Stuart Munro – Trevor Steven, Ian Ferguson, Mark Walters (Stuart McCall), Ray Wilkins – Ally McCoist, Mo Johnston Cheftrainer: Graeme Souness | Glasgow Rangers |
| FC Aberdeen                                | 1:0 Paul Mason (22.) 2:1 Paul Mason (103.) | 1:1 Mark Walters (35., Elfmeter) | Glasgow Rangers |
| 22. Oktober 1989 in Glasgow (Hampden Park) | | |                 |
| Ergebnis: 2:1 n. V. (1:1, 1:1)             | | |                 |
| Zuschauer: 61.190                          | | |                 |
| Schiedsrichter: George Smith               | | |                 |